# Атлантология

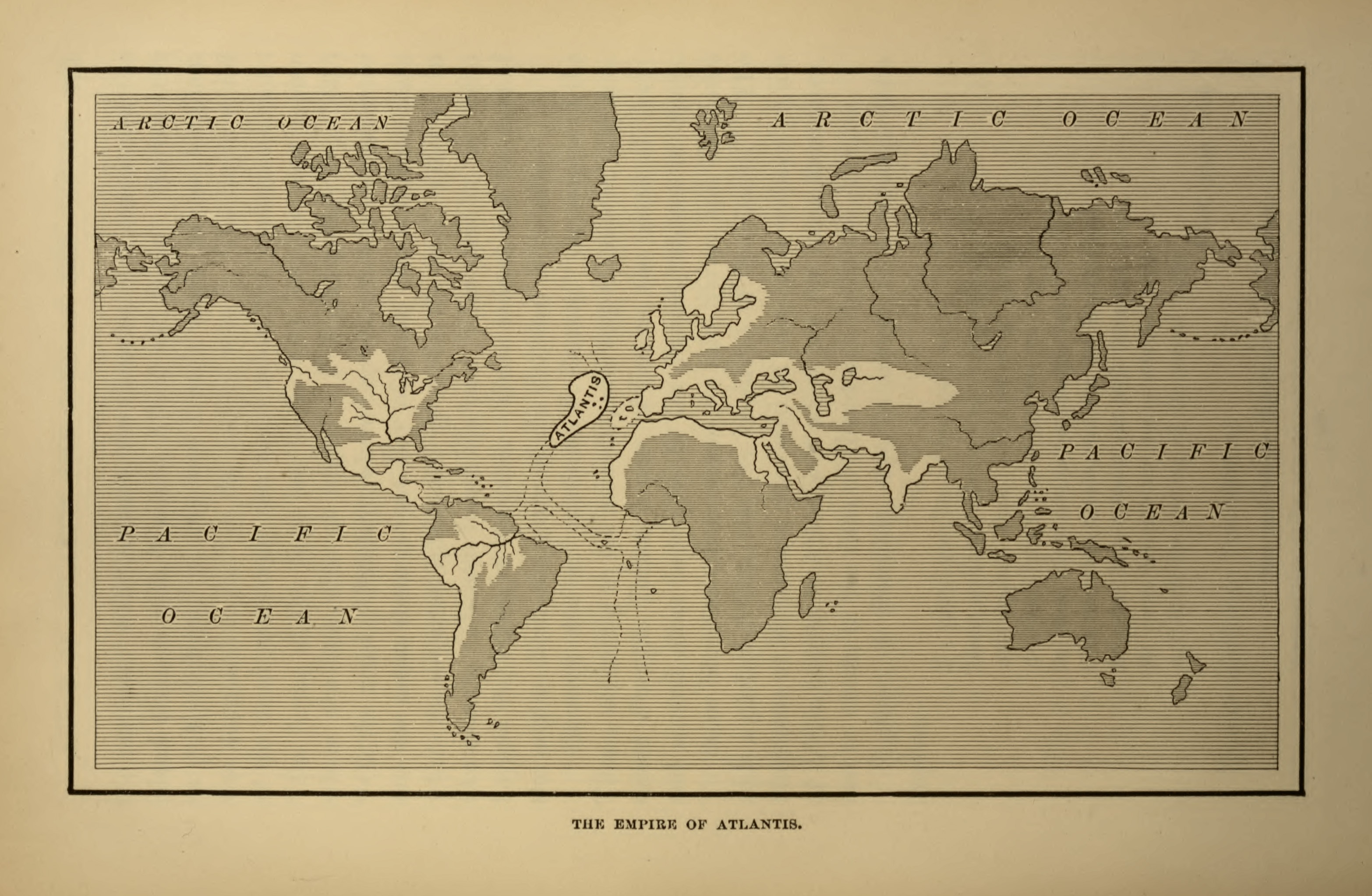
Карта Атлантиды и её колоний (выделено белым) из книги И. Доннелли «Атлантида: мир до потопа»

Атлантоло́гия (англ. atlantology, фр. atlantologie) — псевдонаучное учение, представители которого занимаются сбором и систематизацией сведений о легендарном (гипотетически существовавшем) острове или континенте Атлантида.
В западной историографии принято различать «атлантологию», сохраняющую видимость рациональности, и «атлантизм», базирующийся на фундаменте эзотеризма и оккультизма. Атлантология носит все черты псевдонауки, эклектически смешивая культурные, мифо-религиозные и естественнонаучные представления, атлантологи широко используют мотивы циклических катастроф, которые могут инспирироваться самыми разными причинами. Обычно атлантологические произведения используют драматические сюжеты, обращены к чувствам читателей и подчёркивают иррациональность изображаемого предмета. Археолог П. Джордан считал занятия атлантологией разновидностью коллекционирования, предметом собирания в котором выступают псевдоданные, группируемые в соответствии с некоторой «заветной теорией». Рациональная атлантология основана на классическом дарвинизме и позитивизме, оперируя понятием единой природы видов, у которых можно отыскать первопредка и прародину. К XXI веку предложено несколько десятков гипотез о локализации Атлантиды в разных регионах земного шара, из которых наибольшей популярностью пользуются атлантическая (остров располагался в Атлантическом океане на месте современных Канарских или Азорских, Антильских или иных островов) и средиземноморская. В рамках средиземноморской гипотезы Атлантида чаще всего отождествляется с островами Тира и Крит, а извержение вулкана Санторин во II тысячелетии до н. э. подаётся как источник предания, сообщаемого Платоном. Практически все эти гипотезы требуют коррекции числовых и хронологических сведений, содержащихся в диалогах Платона. Любая попытка отыскать связь между мифом Платона и действительными геологическими событиями неизбежно требует натяжек или преувеличений.

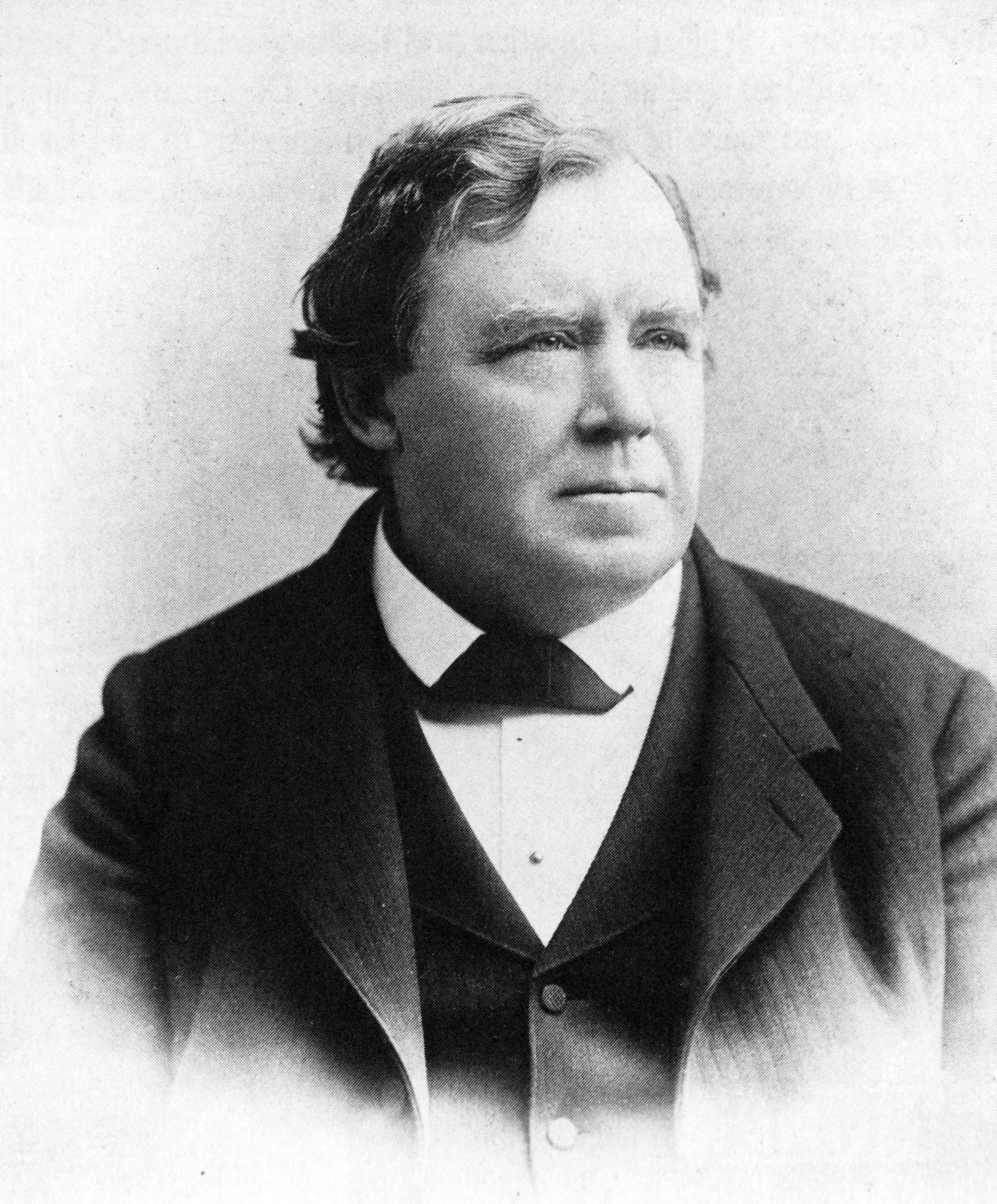
Игнатиус Доннелли — основатель атлантологии

Формирование атлантологии как дисциплины происходило со второй половины XIX века на фоне историко-культурного изучения источников диалогов Платона «Тимей» и «Критий», а также развития биогеографии, океанологии и геологии и эпохальных открытий в классической и ближневосточной археологии. По определению множества критиков и исследователей, создателем атлантологии или, по крайней мере, наиболее авторитетным автором среди атлантологов, претендующих на научность аргументации и изложения, является американский политик Игнатиус Доннелли, опубликовавший свою книгу «Атлантида: мир до потопа» в 1882 году, за которой в 1883 году последовал «Рагнарок». Труд Доннелли возродил интерес к диффузионизму, в том числе в области культурной антропологии, но одновременно стал фундаментом для многочисленных оккультистских толкований. По выражению писателя Л. Спрэг де Кампа, «Старая гипотеза межконтинентального моста превратилась после публикации книги Доннелли в догму». Большинство авторов книг об Атлантиде, которые претендуют на наукообразность, фактически повторяют взгляды Доннелли и черпают у него материал. Археолог Кеннет Федер именовал книги Доннелли важнейшими для формирования культа Атлантиды после диалогов самого Платона. В СССР в середине 1950-х годов доктор химических наук Н. Ф. Жиров предложил проект «научной атлантологии», лишённой идеологической окраски и основанной на сциентистской вере в безграничность научно-технического прогресса. Первая краткая версия «Атлантиды» Жирова вышла в 1957 году, а в 1964 году была опубликована большая книга, претендующая на всестороннее рассмотрение проблемы. Н. Жиров привлёк большой материал по геологии, географии, геофизике и океанологии, книга богато иллюстрирована картами, схемами и графиками. Декларировав создание новой науки, автор рассмотрел только для Европы и Средиземноморья 9 морских и 16 континентальных локализаций Атлантиды, лично отдавая предпочтение азорскому варианту. Вплоть до начала 1980-х годов коллеги, последователи и критики Жирова — А. Кондратов, И. Резанов, А. Рыбин, Е. Андреева — активно публиковались в журналах «Вокруг света», «Земля и Вселенная», «Знание — сила», «Наука и жизнь», «Природа» и в альманахе «На суше и на море», выпускали научно-популярные книги на тему атлантологии. Энтузиазм части советского научного сообщества оказался столь велик, что в план океанографических исследований на судне «Академик Мстислав Келдыш» в 1981 и 1984 годах оказались включены и исследования на подводной горе Ампер в 300 милях к западу от Гибралтара. В экспедициях участвовал геофизик А. М. Городницкий, который также являлся сторонником атлантологии. На волне распада СССР Россию захлестнула волна «атлантомании», которая совершенно не структурирована и основные течения в которой можно выделять лишь условно.

### Миф Платона и его передача

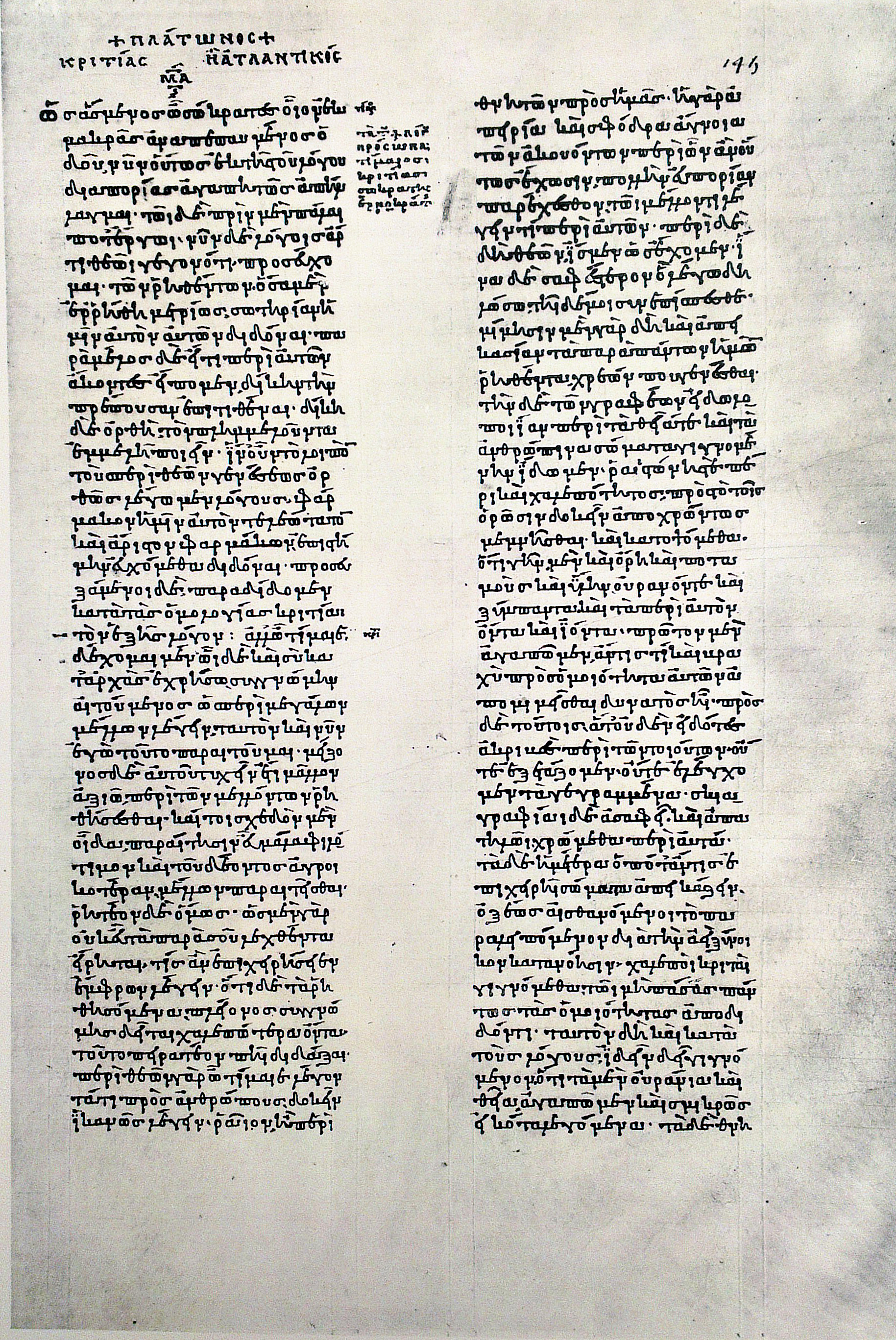
Титульная страница рукописи «Крития» Codex Parisinus graecus 1807. Парижская национальная библиотека

### У истоков атлантологии: от естествоиспытателей к Игнатиусу Доннелли

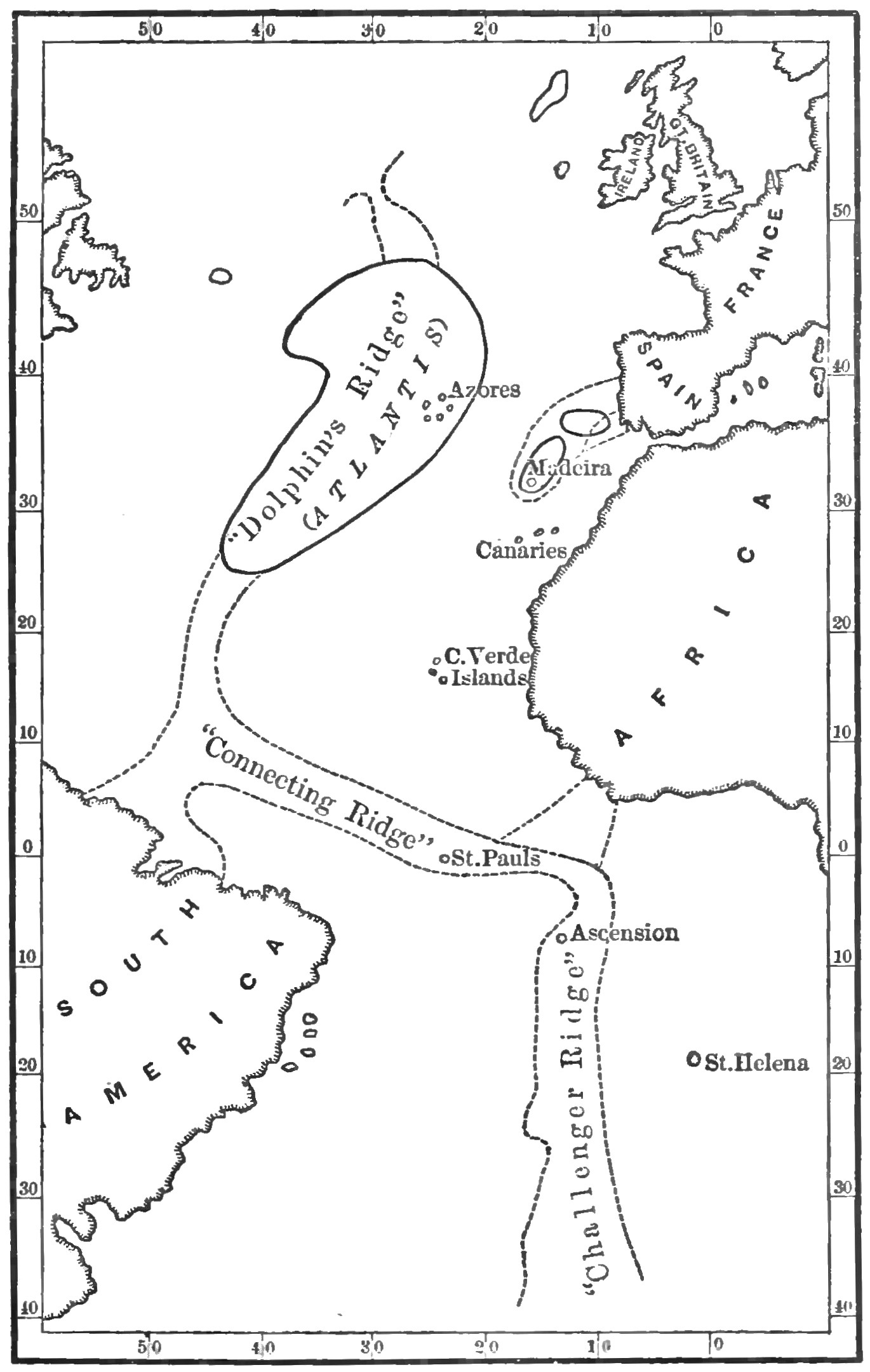
Реконструкция положения Атлантиды относительно срединно-океанического хребта и сухопутных мостов из книги И. Доннелли

### От Атлантики к Эгеиде

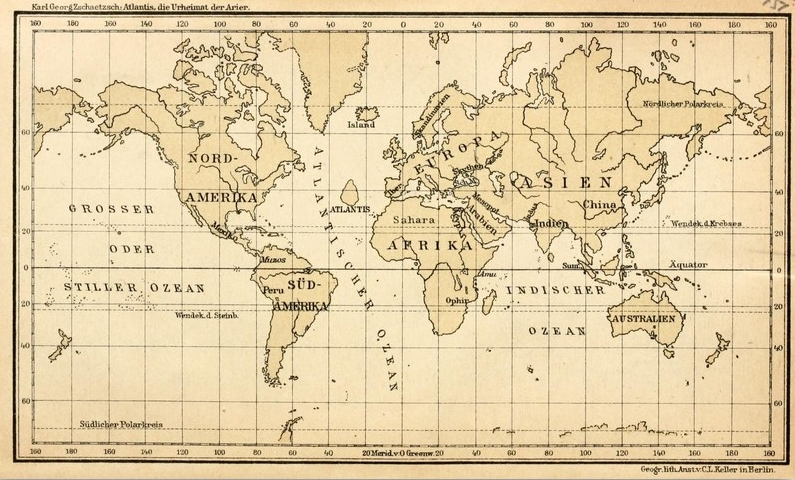
Атлантида на карте Карла Цеча (1922)